# Keith Moon
Keith John Moon (London, Egyesült Királyság, 1946. augusztus 23. – Mayfair, 1978. szeptember 7.) angol dobos, a The Who dobosa volt. Leginkább szertelen, túláradó stílusáról és destruktív életviteléről vált ismertté. Moon 1964-ben vette át Doug Sandom helyét az együttesben. A Who összes albumán játszott, az 1965-ös My Generationtől kezdve az 1978-as Who Are You-ig, mely halála előtt két héttel jelent meg.
Moont újító szellemű, drámai játéka tette egyedivé, melynek során az alapritmusok helyett összetett, lendületes filleket játszott a tamokon és a cintányérokon. Ő volt az egyik első dobos, aki hangszerét vezető szerephez tudta juttatni egy olyan korban, amikor a dobosoktól csak azt várták, hogy tartsák az ütemet. Sokan tartják Moont a világ egyik legjobb és legegyedibb stílusú dobosának.

## Ifjúkora
Keith John Moon 1946. augusztus 23-án született a londoni Central Middlesex Hospitalben, szülei Alfred és Kathleen Moon voltak. Családja a város Wembley nevű részében élt. Moon korlátlan képzelőerővel rendelkező és különösen hiperaktív gyerek volt (apja Nobbynak szólította, ami magyarul tökfejet jelent). Fiatalkorában csak a zene tudta lekötni figyelmét. Középiskolai jellemzése nem adott okot derűlátásra: rajztanára szerint „Művészeti értelemben kihívásokkal küzdött, más tekintetben teljesen idióta” volt. Aaron Sofocleous nevű tanára sokra becsülte zenei érzékét és kaotikus stílusát is kedvelte, bár egyik iskolai jellemzésében ez állt: „Rendkívül tehetséges, de magamutogató hajlamait kordában kell tartani.” Moon megbukott az eleven plus vizsgán és 1961-ben befejezte tanulmányait.
Moon tizenkét évesen csatlakozott a Sea Cadet Corpshoz mint kürtös, de a hangszert hamarosan a dobra cserélte. Dobolni tizennégy évesen kezdett, amikor anyja egy dobfelszerelést vett neki. Ezután Carlo Little-től, az egyik leghíresebb angol dobostól vett leckéket 10 schillingért. Ekkoriban csatlakozott első profi együtteséhez, a The Escortshoz. Következő együttese a The Beachcombers volt, mely ismert slágerek – leggyakrabban Cliff Richard dalainak – feldolgozásait játszotta. Moon másfél évig volt az együttes tagja.
Moon kezdetben az amerikai surf rock és rhythm and blues stílusában dobolt; leginkább a The Wrecking Crew tagja, Hal Blaine volt rá hatással. Ám az amerikai dobosoknál sokkal hangosabban és dinamikusabban játszott.